# Baikonur
|  | Per a altres significats, vegeu «cosmòdrom de Baikonur». |

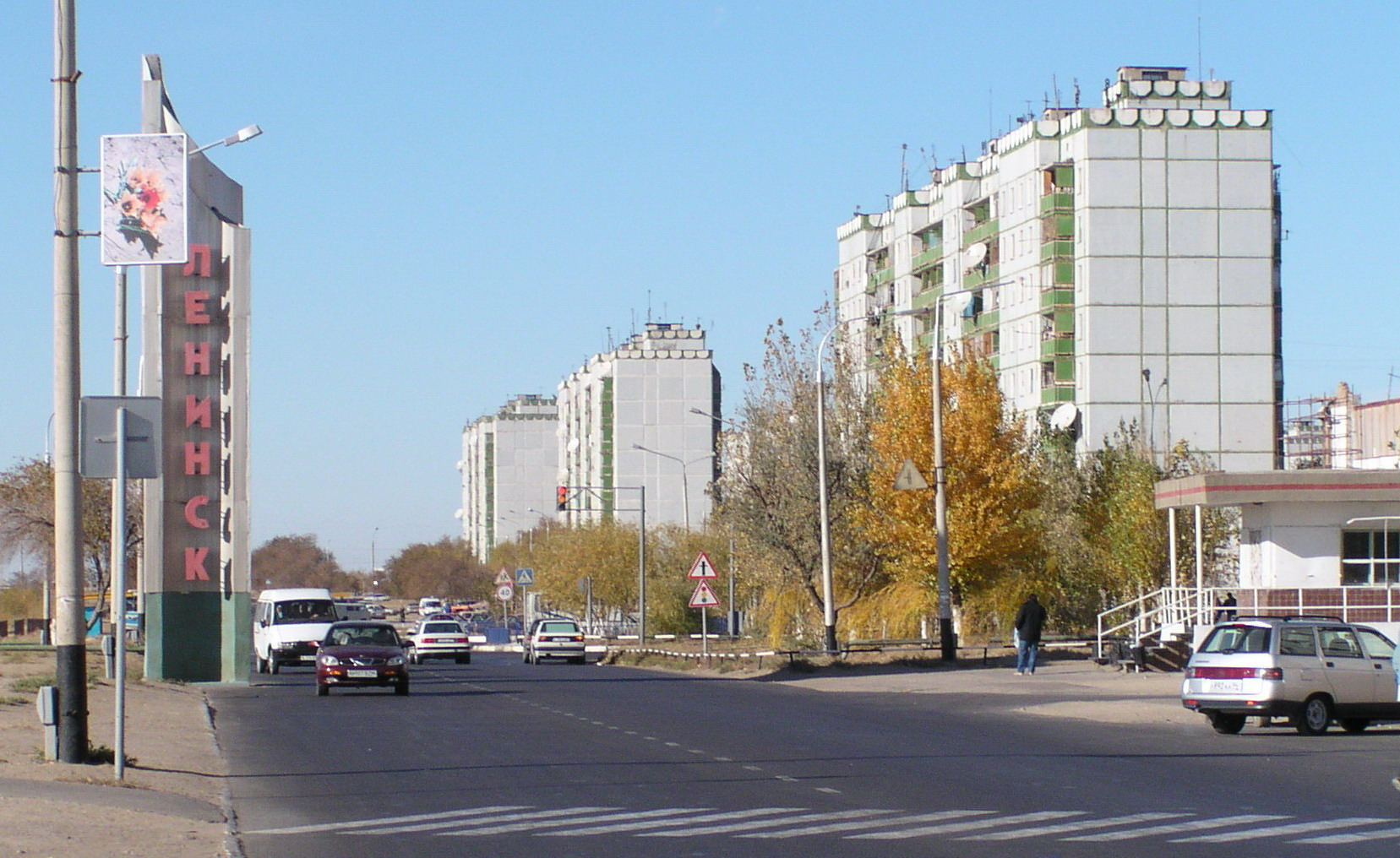
Entrada a Baikonur

Baikonur (en rus Байконур), anteriorment anomenada Léninsk (també Zarià — “alba” —, Léninski i Zviézdograd), és una ciutat del Kazakhstan administrada per la Federació Russa. Es construí per albergar el personal del Cosmòdrom de Baikonur fundat el 2 de juny del 1955. El nom Baikonur per la ciutat fou adoptat oficialment per decret a mitjans de la dècada del 1990.
La Baikonur original és un poblat miner a uns tres-cents quilòmetres de l'actual ciutat. El cosmòdrom rebé aquell nom per tal que la seva localització exacta fos un secret. En realitat és al costat del poble kazakh de Toretam.